# Excrementory Grindfuckers
Az Excrementory Grindfuckers német, parodisztikus jellegű grindcore zenekar Hannoverből, amely 2001-ben alakult. Zenéjükben a popzene és a sláger műfajait ötvözik a grindcore műfajával. Alapítói Him és Rob, akik 2001-ben alapították a zenekart stúdió-projektként. 2018 nyarán turnéztak először az USA-ban és Kanadában, a honfitárs Japanische Kampfhörspiele együttessel. Rob-nak és Him-nek van egy másik együttese is Nebelmacht néven, amely a black metal műfaját szatirizálja. Dalaik álintellektuális dalszövegekkel és szándékosan rossz hangzással rendelkeznek. Dalaikat egy nap alatt elkészítik. Egyetlen albumuk a Seuchenfriede, amely 2002-ben jelent meg, és ingyenesen le lehetett tölteni.

## Diszkográfia
- 2001: Guts, Gore & Grind (CD-R; 2007 decemberében újból kiadták 20 extra dallal)
- 2004: Fertigmachen, Szeneputzen! (saját kiadás)
- 2007: Bitte nicht vor den Gästen! (saját kiadás)
- 2010: Headliner der Herzen (saját kiadás)
- 2012: Aus Liebe zum Geld – Ihre schönsten Misserfolge (saját kiadás)
- 2013: Ohne kostet Extra (saját kiadás)
- 2014: Rampampampamm! – Weihnachten mit den Grindfuckers (saját kiadás)
- 2016: Vorsprung durch Hektik (saját kiadás)
- 2019: Musik zum Kopfschütteln (saját kiadás)